# Sielsowiet Gniezno
Sielsowiet Gniezno (biał. Гнезнаўскі сельсавет; ros. Гнезновский сельсовет) – sielsowiet na Białorusi, w obwodzie grodzieńskim, w rejonie wołkowyskim, z siedzibą w Gnieznie.
Według spisu z 2009 sielsowiet Gniezno zamieszkiwało 1717 osób, w tym 1036 Polaków (60,34%), 534 Białorusinów (31,10%), 88 Rosjan (5,13%), 22 Ukraińców (1,28%), 13 osób innych narodowości i 24 osoby, które nie zadeklarowały żadnej narodowości.

## Miejscowości
- agromiasteczko:
  - Gniezno
- wsie:
  - Andrzejewicze
  - Cimochy
  - Hołynka
  - Janysze
  - Jaryłówka
  - Kościewicze
  - Kukiełki
  - Leśniki
  - Mścibów
  - Ogrodniki
  - Olekszyce
  - Radniki (hist. Dziaki)
  - Szuściki
  - Talkowce